# هيلينا هينشن
هيلينا هينشن (بالسويدية: Helena Henschen)‏ (1940-2011) مصممة وكاتبة سويدية.  ولدت ونشأت في ستوكهولم، عملت كمصممة جرافيك، وحققت النجاح كمصورة لكتب الأطفال. شاركت في تأسيس شركة التصميم الشهيرة ماه جونج.
فازت بجائزة الاتحاد الأوروبي للأدب عن روايتها I skuggan av ett brott (ظل الجريمة)، التي تتناول جرائم القتل التي ارتكبتها فون سيدو. كانت هنشن ابنة أخت فريدريك فون سيدو .